# Кохана (фільм, 1965)
«Кохана» (рос. «Любимая») — білоруський радянський художній фільм 1965 року режисера Річарда Вікторова за мотивами роману Миколи Погодіна «Бурштинове намисто». 

## Сюжет
Закінчивши школу, дівчина Іра хотіла поступати в інститут, але зустріч з молодим будівельником Володею привела її на будівництво. Прямота і сумлінне ставлення дівчини до роботи не зовсім до вподоби бригадиру. Почалися конфлікти, за якими пішли і її важкі стосунки з коханим...

## У ролях
- Олександра Назарова
- Віталій Соломін
- Ігор Добролюбов
- Світлана Дружиніна
- В'ячеслав Бровкін
- Борис Платонов
- Олена Максимова
- Зара Долуханова
- Надія Семенцова
- Леонід Сатановський
- Анатолій Грачов

## Творча група
- Сценарій: Олег Стукалов-Погодін
- Режисер: Річард Вікторов
- Оператор: Юрій Марухін
- Композитор: Євген Глєбов